# De poorten van Damascus
De poorten van Damascus is een boek uit 1993 van de Vlaamse schrijfster Lieve Joris. Het boek vangt aan na het beëindigen van de Golfoorlog van 1990-1991. Joris gaat naar Damascus om haar oude vriendin Hala te bezoeken. Syrië had  immers partij gekozen tegen Irak en dus voor de Verenigde Staten en haar bondgenoten.

## Inhoud
De Syrische Hala heeft een goede opleiding genoten en geeft les aan de universiteit in Damascus. Haar man Ahmed is een maand na de geboorte van haar nu 11-jarige dochter Asma gevangengezet. De door de politie meest gezochte tegenstanders zijn de leden van de moslimbroederschap. Maar Ahmed hoort bij een marxistische groep en die wordt, hoewel kleiner in omvang, net zo hard vervolgd.  
Lieve Joris krijgt elf  jaar later gelegenheid Syrië zes maanden te bezoeken. Hala vertelt over haar onmogelijke situatie. Aan de ene kant hoopt ze dat Ahmed vrij komt, aan de andere kant denkt ze dat ze meteen echtscheiding zal moeten aanvragen als hij in haar huis terugkomt, omdat ze veel te veel aan haar zelfstandige leven is gehecht geraakt. Grote groepen tegenstanders van het regime Assad komen inderdaad na de Golfoorlog vrij. Zelfs de gevreesde moslimbroeders. Maar de marxisten blijven gevangen. In het geval van Ahmed schijnt mee te spelen dat hij een verklaring niet wil tekenen bij het kruisje.
Echtscheiding aanvragen is een groot dilemma voor Hala. De Syrische wet bepaalt dat kinderen ouder dan 9 jaar aan de vader worden toegewezen. Asma komt dan bij haar schoonfamilie te wonen. Simpele mensen zonder boeken, die als familie wel een goedlopende houtzagerij bezitten. Asma zal dan worden teruggeworpen in een  traditioneel onderdanige positie als vrouw. De te vroeg gestorven vader van Hala, een beroepsmilitair, gaf zijn dochter juist alle ruimte, iets wat Hala niet van Ahmed meer verwacht na zoveel jaar gevangenschap. 
In de familie en schoonfamilie van Hala vragen ook allerlei gebeurtenissen haar aandacht. Haar broer Salim  komt even terug uit Qatar om  met achternicht Nihal te trouwen, lid van de heersende Ba'ath-partij. En haar zus Shinrin trouwt met Farid een alawiet, dus ook al een sympathisant van het regime. Met een echtgenoot, marxist, in de gevangenis, worden de familiegesprekken er niet makkelijker op.
Als gevolg van de toenadering tot de Verenigde Staten na de  Golfoorlog en het uiteenvallen van de Sovjet-Unie worden de teugels wat gevierd in Syrië tijdens het bezoek van Joris. Maar de nieuwe vrijheid brengt ook meteen de grote onderlinge verdeeldheid aan het licht. Naast de Arabieren wonen er Koerden en Turken als grote minderheidsgroepen. Het merendeel is soennitisch moslim, maar ook alawieten en druzen maken deel uit van de moslimbevolking. Verder leven er nog 10% christenen. Alle minderheidsgroepen en ook een deel van de soennitische moslims steunen president Assad. Pater Léon, onder wiens leiding  Lieve Joris mee de woestijn in trekt en naar Aleppo gaat, schat dat president Assad bij werkelijk vrije verkiezingen ruim 50% van de stemmen zou halen, en geen 99,99% zoals in 1991. Maar ook de president ontkomt niet aan een familiesplijtzwam. Tijdens zijn hartaanval in 1984 deed zijn broer Rifaat een bijna geslaagde greep naar de macht.
Lieve Joris laat bij haar vertrek Hala in vertwijfeling achter. Ze heeft gezegd dat ze Ahmed niet meer zal bezoeken in de gevangenis, omdat hij zijn vrijlatingspapier niet wil ondertekenen. Maar nu hij dat heeft geweigerd zal ze hem blijven bezoeken. Ook de echtscheiding die ze daarom wilde aanvragen zet ze niet door. Haar verhouding met haar gevangen echtgenoot staat model voor de positie van de gemiddelde Syriër met president Assad. Men wil van hem af maar men kan niet zonder hem. Zonder Assad gaat het land aan onderlinge twist ten onder. Hala vat het uitermate kernachtig voor haar Europese vriendin samen:
“Het grote monster dat ons regeert, heeft van iedereen een klein monster gemaakt.”

## Nawoord uit april 2012
In april 2012 schreef Lieve Joris een nawoord in de 15e druk van dit boek. Hierin vertelt ze hoe het met de hoofdpersonen is vergaan. Ook De Groene Amsterdammer publiceerde in nummer 15 van 2012 hoe het met Hala en Asma verder is gegaan.